# Conselho Municipal de Preservação do Patrimônio Histórico, Cultural e Ambiental da Cidade de São Paulo
Der Conselho Municipal de Preservação do Patrimônio Histórico, Cultural e Ambiental da Cidade de São Paulo (CONPRESP, „Rat für die Erhaltung des historischen, kulturellen und ökologischen Erbes der Stadt São Paulo“) ist eine brasilianische Kulturgüterschutzorganisation. Der CONPRESP wurde am 27. September 1985 durch das Gesetz Nr. 10032 als kollegiales Kulturberatungsgremium gegründet. Es ist dem städtischen Kultursekretariat unterstellt und schlägt den Schutz von Objekten nach kulturellen, historischen, künstlerischen, architektonischen und städtebaulichen Gesichtspunkten vor. Das Gremium schlägt auch Maßnahmen zu deren Erhalt vor. Ihr Sitz befindet sich an der Rua Líbero Badaró im Zentrum São Paulos.

## CONPRESP-Kulturgüter (Auswahl)
- Casa das Rosas
- Edifício Copan
- Instituto Butantan
- Memorial da América Latina
- Museu da Imigração do Estado de São Paulo
- Museu de Arte de São Paulo
- Museu Lasar Segall
- Museu Paulista
- Parque da Independência
- Parque do Ibirapuera
- Pinacoteca do Estado de São Paulo
- Pontifícia Universidade Católica de São Paulo
- Serra do Mar
- Theatro Municipal (São Paulo)